# Пуппинг
Пуппинг (нем. Pupping) — коммуна (нем. Gemeinde) в Австрии, в федеральной земле Верхняя Австрия.
Входит в состав округа Эфердинг. Население составляет 1918 человек (на 31 декабря 2005 года). Занимает площадь 13 км². Официальный код — 4 05 09.

## Политическая ситуация
Бургомистр коммуны — Леонхард Венцельхюмер (АНП) по результатам выборов 2003 года.
Совет представителей коммуны (нем. Gemeinderat) состоит из 25 мест.
- АНП занимает 13 мест.
- СДПА занимает 9 мест.
- АПС занимает 3 места.